# Андростома
Андросто́ма (лат. Androstoma) — род растений семейства Вересковые.

## Ареал
Виды рода Андростома встречаются в Новой Зеландии.

## Виды
Род включает в себя следующие виды:
- Androstoma empetrifolia Hook.f.
- Androstoma verticillata (Hook.f.) Quinn — Андростома мутовчатая